# 零時の扉 (松本零士のテーマ)
『零時の扉 (松本零士のテーマ)』（れいじのとびら まつもとれいじのテーマ）はinfixのシングル。2012年6月27日、ワーナーミュージック・ジャパンより発売された。プロデューサーはＺＥＲＯグッズの安斉勝則、ゼネラルマネージャーはGAGA24/7エンタテインメントの半田武男が担当している。通常版と特別仕様盤の2種類が販売された。

## 内容
前作より5年ぶりにシングルリリースをし、infixデビュー20周年を迎えた本作は同年7月に群馬県富岡で開催の「零士ワールドサミット」テーマソング。富岡製紙工場で行われたサミットにはinfixや同イベントのマスコットガールに起用されたコスプレアイドル「東京レイヤーズ」が参加した。本作は「松本零士を一枚絵で表現」をコンセプトにして制作した。長友仍世は本作について、「いつかは、松本零士と関わる仕事がしたかった。今こそ必要な絆などの松本先生の世界観を表現したかった」とコメントしている。

## 批評
松本零士は「なにか新たなイマジネーションが浮かんでくる様な、なおかつ私の世界観とマッチした違和感の無い楽曲として仕上がっていると思います」と評した。

## 収録曲
全曲　作詞・作曲・編曲：infix
1. 零時の扉 (松本零士のテーマ)
2. The Way of Victoria
3. 愛のカタチ